# Rob Kiernan
Robert Samuel Kiernan, né le 13 janvier 1991 à Rickmansworth en Angleterre, est un footballeur irlandais jouant au poste de défenseur.

## Biographie

### En club
Le 22 juin 2015, il rejoint le club écossais des Glasgow Rangers, alors en deuxième division écossaise.
Le 3 août 2017, il rejoint Southend United.
Après trois saisons avec l'Orange County SC où il remporte le USL Championship en 2021, il annonce sa retraite sportive en avril 2023 en raison de nombreuses blessures qui ponctuent son parcours.

## Palmarès
Rangers FC
- Champion d'Écosse de deuxième division en 2016
- Vainqueur de la Scottish Challenge Cup en 2016
- Finaliste de la Coupe d'Écosse en 2016

 Orange County SC
- Champion de USL Championship en 2021